# Adeline Pond Adams
Adeline Valentine Pond Adams (Boston, 1859 – Nueva York, 1948) fue una escritora e historiadora del arte estadounidense, esposa del escultor Herbert Adams. Sus obras se basaban principalmente sobre artistas plásticos estadounidenses e historia del arte. Publicó al menos siete obras. El 14 de diciembre de 1930, fue condecorada con la Medalla Especial de Honor por la Sociedad Nacional de Escultura.

## Biografía
Adeline Valentine Pond nació en Boston. Comenzó sus estudios de arte en la Escuela de Arte de Massachusetts en 1880.

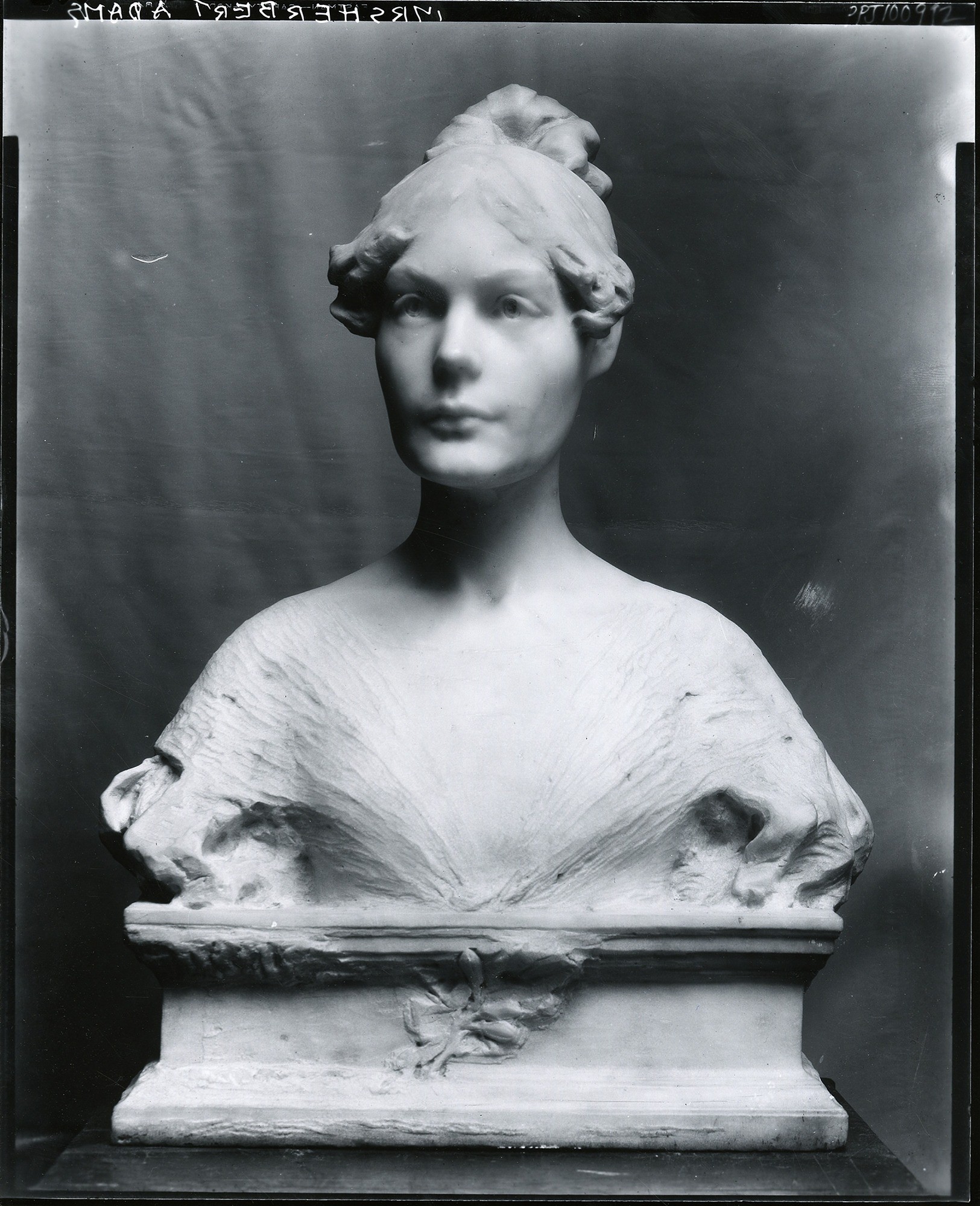
Busto de Adeline Valentine Pond por Herbert Adams en 1889.

En 1887, conoció a Herbert Adams en París. Posó para un busto de mármol que fue posteriormente exhibida en la Exposición Mundial Colombina en 1892, en Chicago. La pareja contrajo matrimonio en 1889. Adams apoyó a las escultoras Laura Gardin Fraser, Evelyn Beatrice Longman, Janet Scudder, Bessie Porter Vonnoh, Abastenia St. Leger Eberle y Anna Hyatt Huntington. También fue partidaria de que los monumentos de guerra fueran creados por escultores profesionales en lugar de que fueran producidos en masa por las fábricas.
Adams fue miembro de la Liga de Sufragio Igualitario de Cornish (NH).

## Obras
Las siete obras publicadas son:
- "The spirit of American sculpture"
- "Daniel Chester French, sculptor"
- "Childe Hassam"
- "John Quincy Adams Ward; An Appreciation"
- "Sylvia"
- "An Exhibition of American Sculpture"
- "Our medals and Our Medals"

Además de la crítica al arte, Adams también escribió poesía, incluyendo dos colecciones de poesía sobre sus hijas fallecidas.